# Камень (Брянская область)
Камень — деревня в Стародубском муниципальном округе Брянской области.

## География
Находится в южной части Брянской области на расстоянии приблизительно 5 км по прямой на запад-юго-запад от районного центра города Стародуб.

## История
Известна с XVII века, входила в 1-ю полковую сотню Стародубского полка, бывшее владение стародубского магистрата. В середине XX века работал колхоз им. Будённого. В 1723 году здесь насчитывалось 13 казацких дворов против 8 крестьянских дворов, а уже к 1781 году количество казацких дворов стало 41 в то время, как численность крестьянских не изменилась. В 1859 году здесь (деревня Стародубского уезда Черниговской губернии) было учтено 72 двора, в 1892—114. В 1941 году здесь насчитывалось 202 двора. До 2019 года была административным центром Каменского сельского поселения, с 2019 по 2020 год входила в состав Воронокского сельского поселения Стародубского района до упразднения последних.

## Население
Численность населения: 493 человека (1859 год), 733(1892), 339 человека в 2002 году (русские 100 %), 297 в 2010.